# Јамагата
Јамагата (јап. 山形市) град је у Јапану у префектури Јамагата. Према попису становништва из 2005. у граду је живело 255.959 становника.

## Становништво
Према подацима са пописа, у граду је 2005. године живело 255.959 становника.
| 1995.   | 2000.   | 2005.   |
| ------- | ------- | ------- |
| 254.488 | 255.369 | 255.959 |